# Comité Paralímpico Esloveno
El Comité Paralímpico Esloveno (en esloveno: Slovenski paralimpijski komite) es el comité paralímpico nacional que representa a Eslovenia. Esta organización es la responsable de las actividades deportivas paralímpicas en el país. Es miembro del Comité Paralímpico Internacional y del Comité Paralímpico Europeo.